# Cabo Ledo

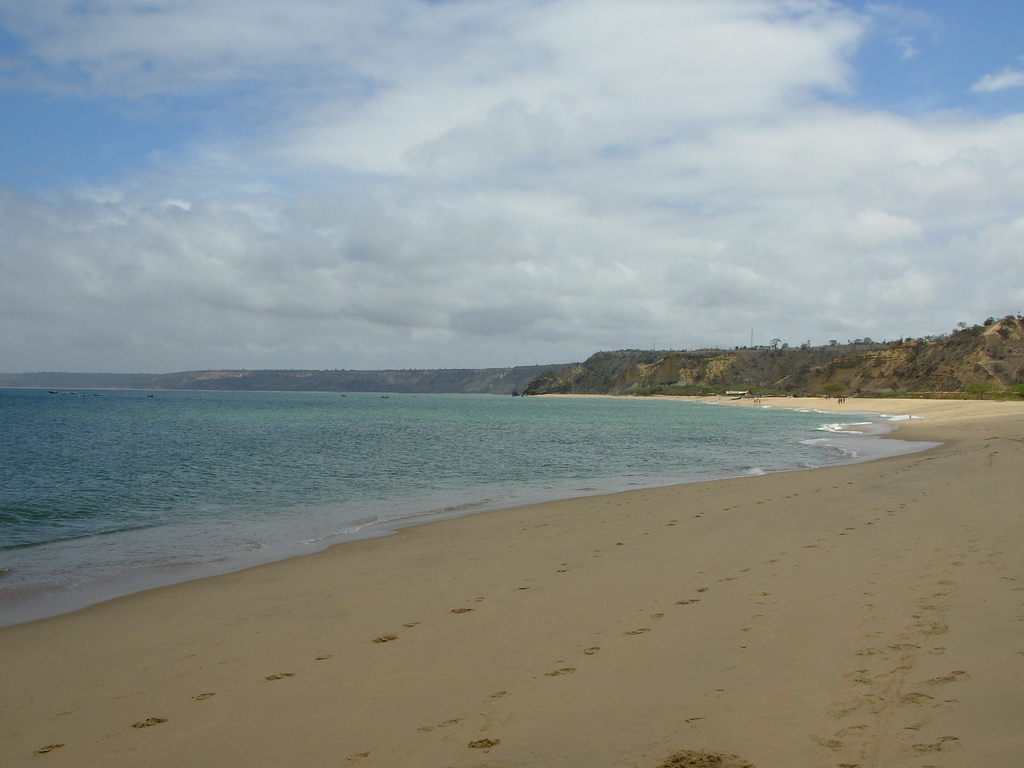
Praia no Cabo Ledo.

O Cabo Ledo é um cabo que forma uma larga enseada situada na província de Luanda, em pleno Parque Nacional da Quissama, em Angola. Nas suas proximidades fica a cidade de Caboledo.
A 120 km a sul da cidade de Luanda, a amplidão das praias de águas límpidas do Cabo Ledo, a beleza das imensas falésias no entorno de uma extensa faixa de areia branca tornam este um local deslumbrante, também propício à prática da pesca e do surfe.
O Cabo Ledo possui, também, um inestimável valor histórico, pois em 1648 ali desembarcou a frota que, vinda do Brasil, recuperou Angola para o domínio português, após sete anos sob dominação neerlandesa.